# Mezquita Málik ibn Anas
La mezquita Málik ibn Anas (en árabe: جامع مالك بن أنس‎) es una mezquita tunecina situada al norte de la ciudad de Cartago.
Se construyó en un lugar llamado “Colina del Odeón”, en un terreno de tres hectáreas, en el corazón del sitio arqueológico de Cartago y en las inmediaciones del Odeón y de la basílica de Damous El Karita. Originalmente llamado El Abidine, fue bautizado con el nombre de Málik ibn Anas tras una ceremonia celebrada el 23 de noviembre de 2012 en presencia del presidente Moncef Marzouki y de Mohamed Yousef al-Magariaf, presidente del Congreso General Nacional Libio.
Inaugurada en 2003, el edificio cuenta con una sala de oración con capacidad para 1000 fieles, un patio interior de 1500 m2, una explanada de 2500 m2 y un minarete con una base de 9 metros y una altura de 55 metros.
La mezquita aparece en los billetes de diez dinares tunecinos. Además, la Poste tunisienne dedicó un sello de correos a la mezquita, con un valor de 250 millimes, de los que se imprimieron 200 000 el 11 de noviembre de 2004. Además, la radio religiosa Zitouna FM transmite las cinco oraciones diarias desde la mezquita. 

## Construcción
Construida según los planos del arquitecto Ayad Sriha, fue el presidente de la República tunecina de la época, Zine el-Abidine Ben Ali, quien puso la primera piedra el 16 de noviembre de 2000  y la inauguró el 11 de noviembre de 2003 en presencia del príncipe Náyef bin Abdulaziz, Ministro del Interior de Arabia Saudita, y del príncipe Al Waleed Bin Talal. Sustituye a dos bloques residenciales construidos en la década de 1950.
El complejo está formado en su totalidad por muros de hormigón armado a los que se fijó el revestimiento de mármol y piedra de mármol con clips y fijaciones de acero inoxidable. Para el revestimiento y la decoración se utilizó piedra de mármol beige, kedhel, extraída de los suburbios del sur de Túnez, en particular las claves de los arcos, las cornisas, las cúpulas y los suelos, y chemtou en tonos amarillos y rojos para la midha (lugar de abluciones).6 Los espacios están climatizados: la sala está equipada con un sistema de aire acondicionado, que sirve para controlar la temperatura. Los espacios están climatizados: el aire pasa por las mashrabiyas de madera de las puertas y por los motivos de estuco.

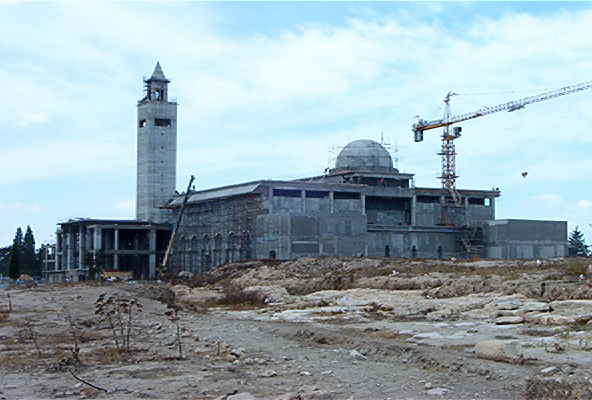
Construcción de la mezquita en el verano de 2002.
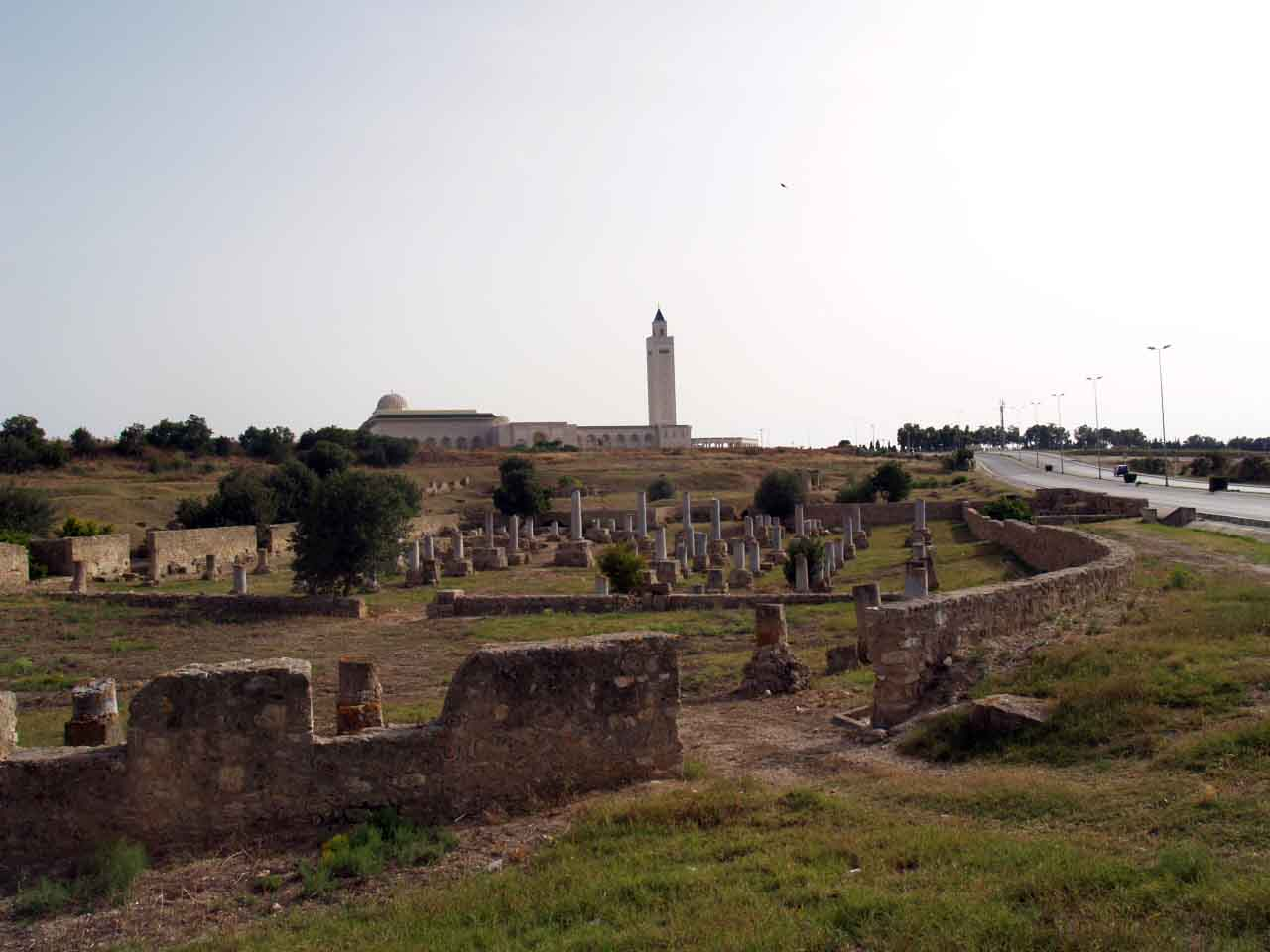
Mezquita con vistas a la basílica de Damous El Karita.
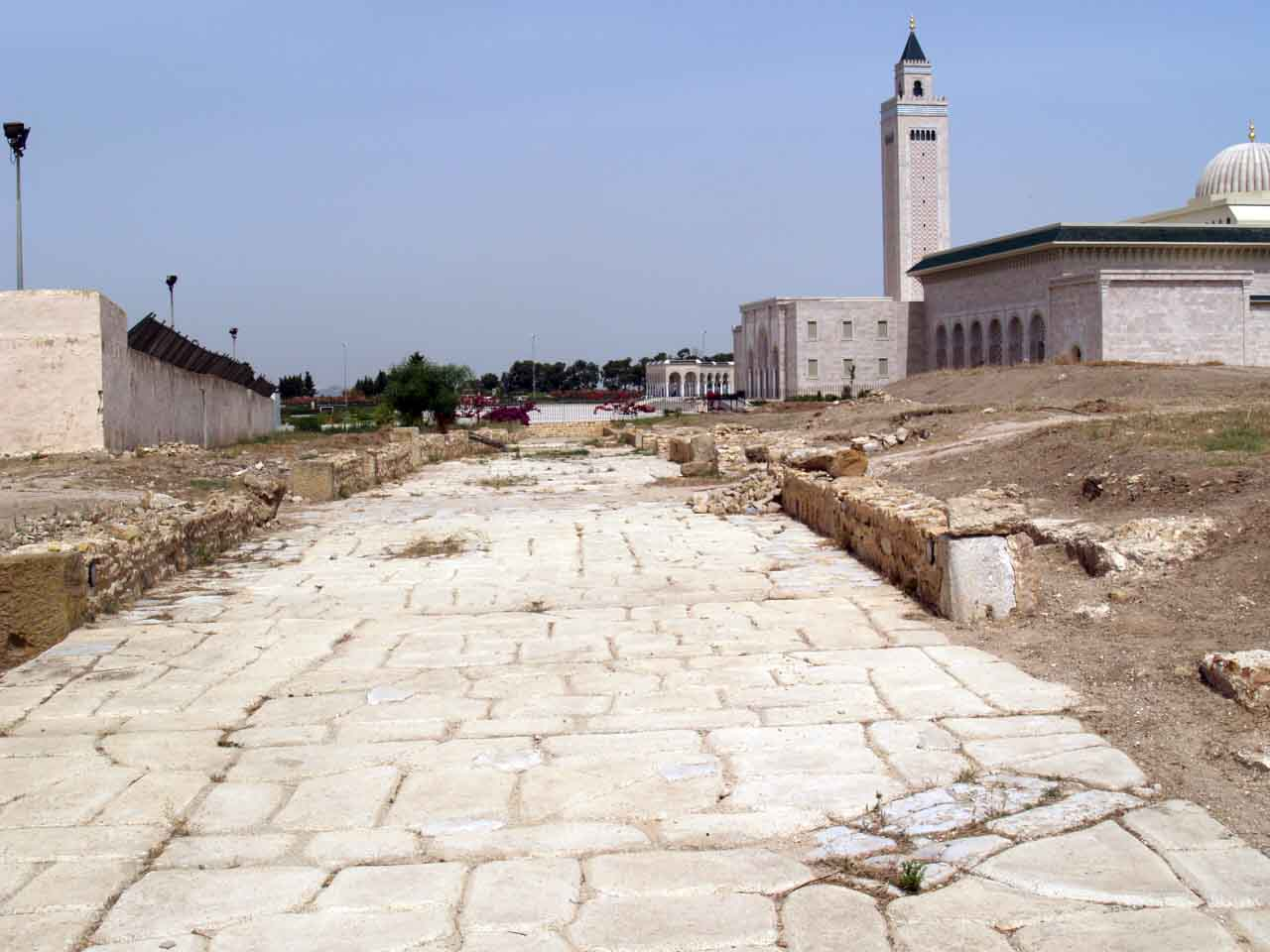
Vía romana en las inmediaciones del edificio.

## Arquitectura y decoración

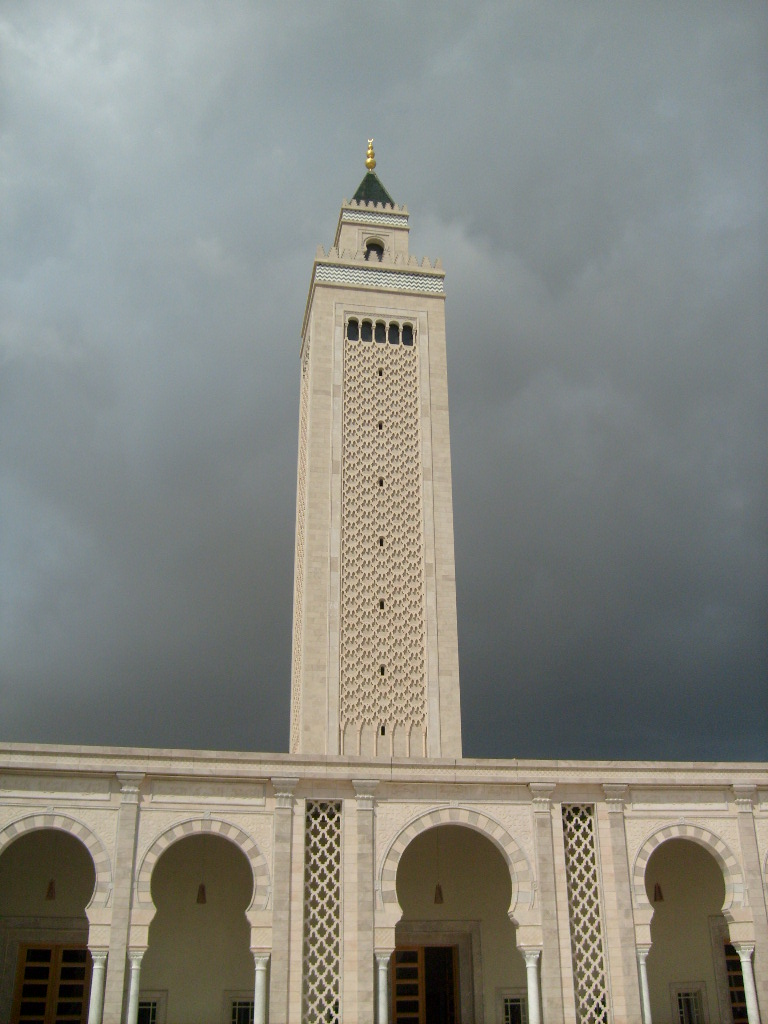
Minarete visto desde el patio interior.

Los volúmenes del edificio se rigen por un orden de simetría y axialidad característico de los monumentos antiguos —17 metros de altura bajo el falso techo de la nave central y 24 metros de altura bajo la cúpula de la sala de oración—  y se inspiran especialmente en las grandes mezquitas tunecinas: pureza de formas, sucesión jerárquica de espacios y claridad de circuitos. 
A la mezquita se accede desde la amplia explanada de 35 metros de ancho   a través de un portal enmarcado por los nombres de Alá y los versos del Corán grabados en las paredes.
De roble, con ocho metros de altura y tres toneladas de peso, las grandes puertas estaban reforzadas con marcos metálicos con una cara exterior de cobre forjado.  Además, con el apoyo de la Association de sauvegarde de la médina de Tunis (Asociación para la Salvaguarda de la Medina de Túnez), siete equipos decoraron los techos y tres equipos cincelaron cientos de metros cuadrados de estuco. El vestíbulo se inspira en la decoración de las antiguas residencias de los notables de la ciudad, con sus paneles de cerámica predominantemente azules y turquesas con motivos florales de inspiración andalusí. La sala de oración hipóstila, con sus 64 columnas, tiene capacidad para 1000 fieles. 
En la parte posterior, el mihrab es de mármol blanco con incrustaciones de mármol verde y rojo y está coronado por una cúpula de diez metros de diámetro. El suelo está cubierto de alfombras de Cairuán.

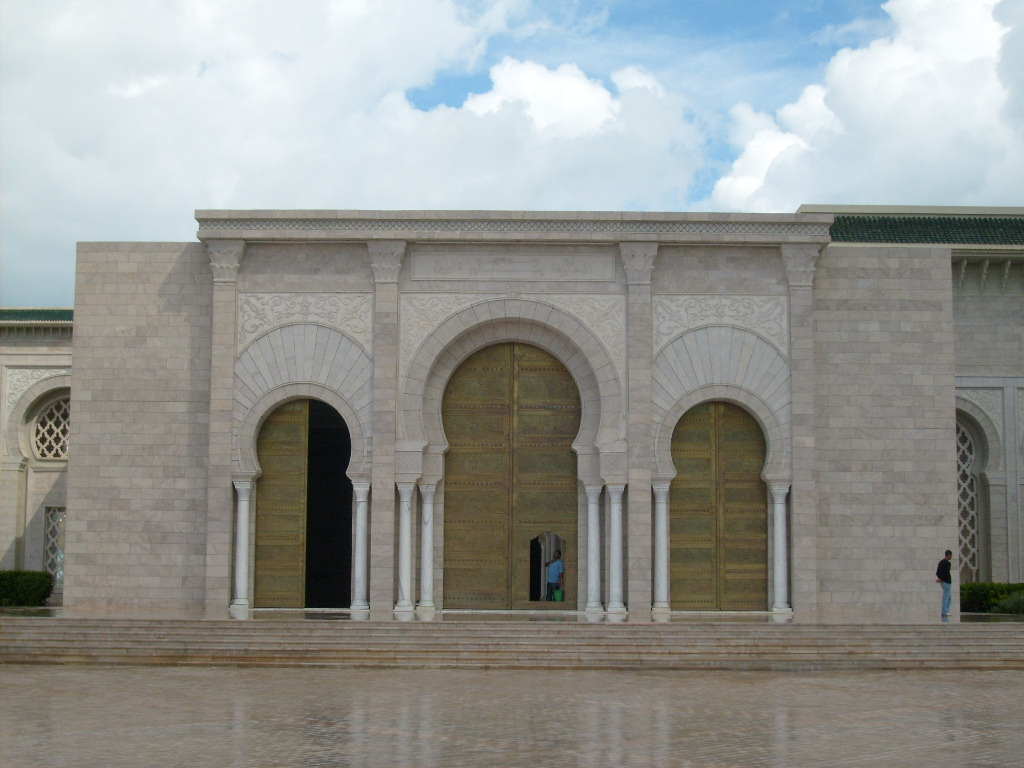
Portail de acceso principal.
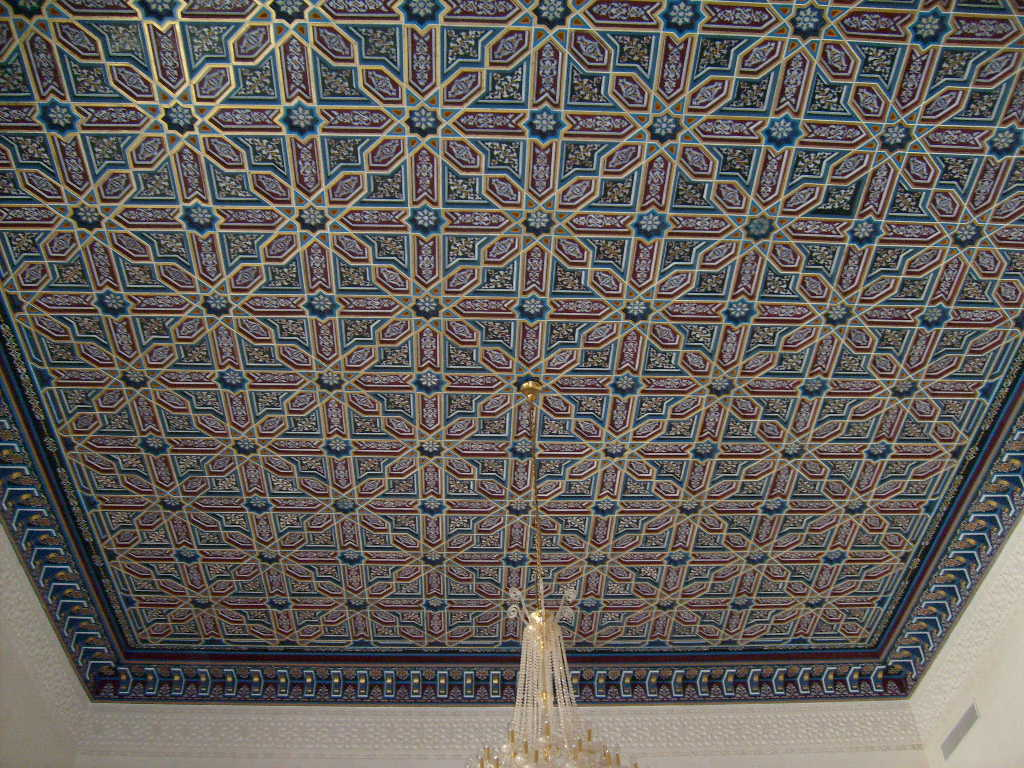
Techo pintado
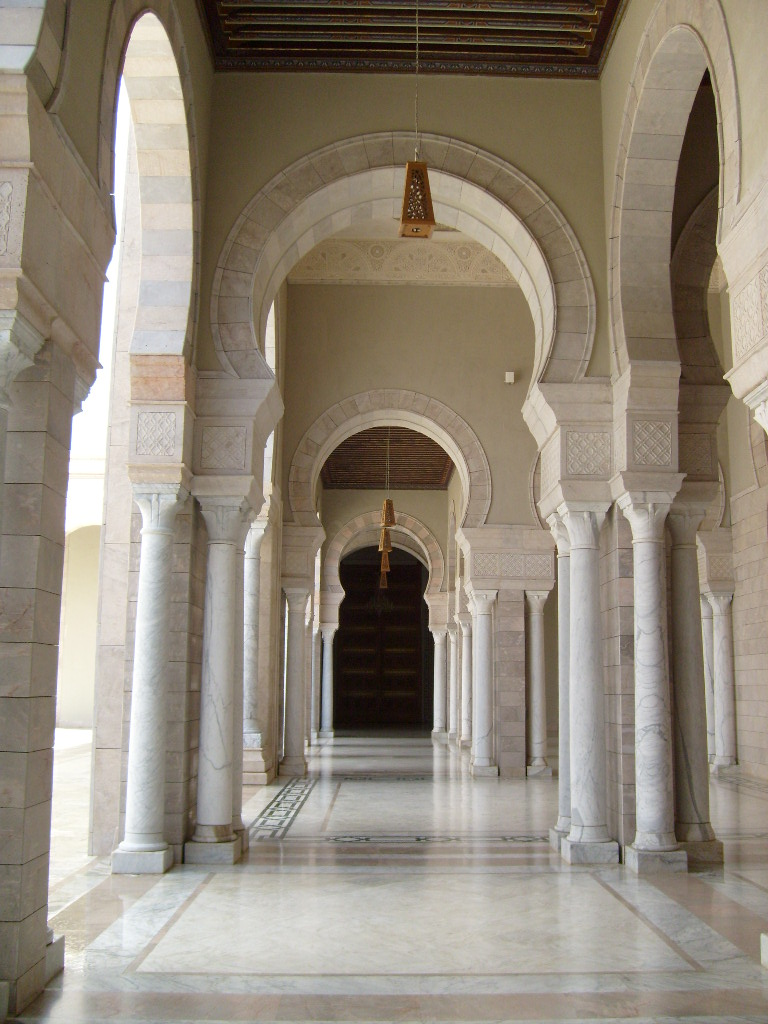
Pasillo que rodea el patio interior.
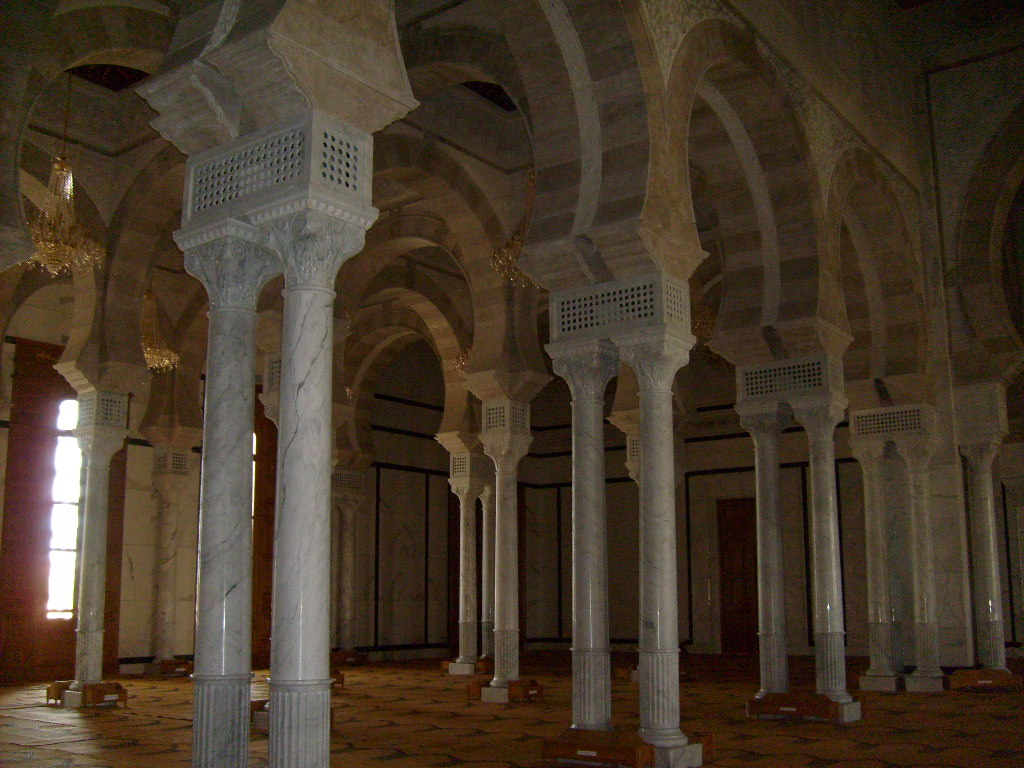
Sala de oración.